# Ricardo Soto
Ricardo Soto, född 20 oktober 1999, är en chilensk bågskytt. Han deltog vid olympiska sommarspelen 2016.